# Danh sách báo chí New Mexico
Đây là danh sách các tờ báo ở New Mexico.

## Báo ghi chép
Ba tờ báo ghi chép đưa tin về tiểu bang New Mexico là:
| Tên tờ báo               | Ngày thành lập | Trụ sở chính |
| ------------------------ | -------------- | ------------ |
| Albuquerque Journal      | 1880           | Albuquerque  |
| The Santa Fe New Mexican | 1849           | Santa Fe     |
| Las Cruces Sun-News      | 1881           | Las Cruces   |

## Báo địa phương
- Alamogordo Daily News – Alamogordo
- Alamogordo Town News – Alamogordo
- Artesia Daily Press – Artesia
- Cannon Connection – Clovis
- Carlsbad Current-Argus – Carlsbad
- Casino Entertainer – Albuquerque
- Catron Courier – Pie Town
- Cibola County Beacon – Grants
- Cloudcroft Mountain Weekly – Cloudcroft
- El Defensor-Chieftain – Socorro
- Deming Headlight – Deming
- The Eastern New Mexico News – Clovis
- Farmington Daily Times – Farmington
- Four Corners Business Journal – Farmington
- Gallup Independent – Gallup
- Green Fire Times – Santa Fe
- Guadalupe County Communicator – Santa Rosa
- Health City Sun – Albuquerque
- El Hispano News Albuquerque – Albuquerque
- Hobbs News-Sun – Hobbs
- Journal North – Ấn bản Santa Fe của tờ Albuquerque Journal
- Las Cruces Bulletin – Las Cruces
- Las Vegas Optic – Las Vegas
- Lea County Tribune – Hobbs
- Los Alamos Monitor – Los Alamos
- Lovington Daily Leader – Lovington
- Mountain Mail – Socorro
- Mountain Times – Timbero
- Mountain View Telegraph – Moriarty
- New Mexico Business Weekly – Albuquerque
- New Mexico Jewish Link – Albuquerque
- Northern New Mexico Tribune – Chama
- Quay County Sun – Tucumcari
- Raton Range – Raton
- Rio Grande Sun – Española
- Rio Rancho Observer – Rio Rancho
- Roswell Daily Record – Roswell
- Ruidoso News – Ruidoso
- San Juan Sun – Farmington
- Sangre de Christo Chronicle – Angel Fire
- Santa Fe Reporter – Santa Fe
- Santa Fe Times – Santa Fe
- Sierra County Sentinel – Truth or Consequences
- Silver City Daily Press – Silver City
- Silver City Sun-News – Silver City
- The Edgewood Independent – Edgewood
- The Paper – Albuquerque
- The Taos News – Taos
- Union County Leader – Clayton
- Valencia County News-Bulletin – Belen
- Weekly Alibi – Albuquerque